# Pietro Bonfiglio
Pietro Bonfiglio (Milano, 21 dicembre 1907 – ...) è stato un calciatore italiano, di ruolo attaccante.

## Carriera
Giocò in Serie A ed in Divisione Nazionale con il Milan.